# Toktamish
Toktamish o Tokhtamysh o Toqtamisch (in tartaro Тохтамыш) (Orda Bianca, 1342 circa – Tjumen', 1406) è stato un condottiero mongolo.

## Biografia
Toktamish era un chinggiside, discendente di Togha Temur, principe
dell'Orda Blu e di una ongirrat originaria della Corasmia. Nato intorno al 1340 nei pressi di Sighnaq, il padre Tuli Kwadja era un esponente dell'aristocrazia militare fedele all'Orda Blu. Secondo alcune fonti, Toktamish era anche un nipote di Uros Khan, il sovrano dell'Orda Bianca, ma si tende a dubitare della veridicità di questa informazione, ritenendo che invece fosse al massimo un lontano cugino. In seguito a un dissidio sorto probabilmente provocando nel giovane Toktamish un forte sentimento di vendetta.
Iniziò la sua carriera militare al servizio di Temür Khan, figlio di Uz Bek Khan. Durante la campagna militare avvenuta poco dopo il 1370 condotta da Uros per espandersi a ovest e conquistare Saraj, Toktamish disertò l'esercito regolare e organizzò un gruppo di ribelli per opporsi al khan dell'Orda Blu, ma le forze su cui poteva contare erano esigue e il tentativo fallì. Per sfuggire alla morte, si recò a Samarcanda, sotto la protezione del potente Tamerlano, che fu ben felice di accogliere un discendente diretto di Genghis Khan in aperta opposizione con Uros; fu in quel frangente che forse meditò di usare il giovane contro l'Orda Blu.
Tamerlano offrì a Toktamish protezione, assegnandogli l'amministrazione delle città strategiche di Otrar, Sabran e Signakhi, sulla riva sinistra del medio Syr Darya, al confine tra la regione della Transoxiana e il territorio dell'Orda Bianca. Dopo il 1375, Toktamish effettuò numerose razzie in territorio jocide. Il giovane emiro non poté governare le sue terre in maniera serena perché presto tutti e tre i figli di Uros lo attaccarono e causarono subbuglio. Avendo una seconda volta richiesto aiuto a Tamerlano, quest'ultimo lo aiutò a reinsediarsi a Sabran, ma il suo dominio risultò talmente precario che in breve tempo dovette rinunciarvi. Constatata la situazione, Tamerlano decise di intervenire militarmente di persona e l'occasione si presentò nel 1377, quando Uros morì. Tamerlano inflisse infatti il colpo di grazia all'Orda Blu e attrezzò l'esercito per una massiccia campagna militare diretta contro il khanato nemico. Toktamish riuscì a sconfiggere Temur Malik, figlio di Uros, e proclamarsi khan dell'Orda Blu. 

Sostenuto sia da Tamerlano sia da un numero crescente di capi militari, Toktamish attaccò e sconfisse Mamaj nel 1380 nei pressi di Mariupol', poco dopo la battaglia di Kulikovo, riunificando di fatto l'Orda d'Oro. Sconfitto e impossibilitato a riorganizzarsi, Mamaj fuggì a Caffa, dove fu ucciso, forse dai Genovesi, quello stesso anno. Ormai al potere e in controllo di un territorio che si estendeva dal Syr Darya al Dnestr, Toktamish impose il pagamento del tributo ai principi russi, provocando la reazione immediata di questi. Nel 1382, in tutta risposta, Toktamish assediò e si assicurò Suzdal', Vladimir, Jurel' e ad agosto Mosca, saccheggiandola orribilmente e distruggendola, riaffermando l'autorità mongola sul principato russo.
Tuttavia, i successi e il ridimensionamento della riottosità russa resero Toktamish sempre più ambizioso e anziché accettare un rapporto di subordinazione a Tamerlano, nel 1385 reclamò per sé l'Azerbaigian e poi la Corasmia fino alla città di Bukhara. Alla fine del 1387 attaccò in prima persona la Corasmia, forte anche dell'appoggio degli emiri locali, desiderosi di affrancarsi della dominazione timuride. Tamerlano reagì assediando Urgench, caduta nel 1388. Dopo una lunga campagna di inseguimento le forze dei due si scontrarono nei pressi di Orenburg nel giugno del 1391 (battaglia del fiume Kondurča) e Toktamish ne uscì sconfitto, ma non piegato del tutto. Per impedire che Toktamish si riorganizzasse, Tamerlano attaccò in Russia e sacheggiò Rjazan', muovendosi poi verso Mosca, ma fu costretto a tornare indietro perché, nel frattempo, il suo nemico aveva attaccato a sud.
Dopo la sconfitta del 1391, Toktamish si riorganizzò, approfittando delle campagne che il suo rivale Tamerlano stava compiendo in Persia. Nel marzo del 1394 tentò una nuova invasione dell'Azerbaigian, ma stavolta le forze timuridi si fecero trovare preparate e sconfissero il nemico nella battaglia del fiume Terek del marzo del 1395. Durante questa campagna militare, Tamerlano attaccò le più strategiche basi commerciali dell'Orda d'Oro, fra cui Tana, Astrachan' e Saraj. I danni prodotti agli snodi nevralgici del commercio internazionale furono ingenti, ma fu soprattutto lo stato di guerra protratto per anni a rallentare e in alcuni casi arrestare il flusso dei traffici, infliggendo un danno enorme all'economia dell'Orda, già duramente provata dallo sforzo militare.
Da un punto di vista strategico, questo rovescio fu fatale per Toktamish, il quale non riuscì a riorganizzare le sue forze. Gran parte dei capi militari lo abbandonarono e fu costretto a fuggire. Furono anni in cui si adoperò per riallacciare rapporti, siglare alleanze con signori della guerra di piccolo cabotaggio. Pianificò di attaccare l'emiro Edigu per riprendersi il trono dell'Orda, ma nel 1406 morì a Tjumen', nella Siberia occidentale, mentre Tamerlano era nel pieno della sua potenza. La scomparsa di Toktamish permise all'esercito timuride di proseguire le proprie militari.

## Rilevanza storica
Fu l'ultimo grande Khan riunificatore dell'Orda d'Oro e degno successore di Gengis Khan. Inoltre, risultò l'ultimo Khan a coniare monete con iscrizione mongola nei territori della Russia europea.